# Sylvia Hitchcock
Sylvia Hitchcock là một nữ hoàng sắc đẹp đến từ tiểu bang Alabama, nước Mỹ. Bà đoạt danh hiệu Miss Alabama USA và đại diện cho tiểu bang này đoạt danh hiệu Miss USA 1967. Tiếp đó tại cuộc thi Hoa hậu Hoàn vũ 1967, bà lại đoạt tiếp vương miện và trở thành người phụ nữ thứ tư của Hoa Kỳ đăng quang Hoa hậu Hoàn vũ.